# جميل الملائكة
جميل عيسى الملائكة (1921 - 2005)  أستاذ جامعي ووزير وشاعر عراقي. ولد في بغداد وحصل على شهادة الدكتوراه في هندسة ميكانيك الموائع والهيدروليك من جامعة أيوا الأميركية عام 1949. تدرّج في وظائف التدريس الجامعي وحصل على الأستاذية عام 1953. وعمل أستاذاً زائراً في أكاديمية العلوم الأميركية بواشنطن 1960 - 1962. عيّن وزيراً للصناعة 1965. عضو المجمع العلمي العراقي 1965 وعضو مراسل لمجمعي اللغة العربية في دمشق وعمان. وعضو جمعية المهندسين المدنيين الأمريكية والجمعية الدولية للبحث الهيدروليكي بهولندا.

شغل منصب نائب نقيب المهندسين العراقيين 64 - 1965 ورئيس جمعية المهندسين العراقيين 67 - 1968. نظم الشعر مبكرًا ونشره في عدد من المجلات والصحف العراقية والعربية ولكنه لم يجمعه في ديوان. وترجم رباعيات عمر الخيّام شعراً في 1957.
توفي في بغداد، مسقط رأسه.

## عائلته
هو خال الشاعرة نازك الملائكة، فهو أخو أمها سلمى الملائكة، وجده العالم الديني محمد حسن كبة وخاله الشيخ الوزير محمد مهدي كبة، والدته هي هداية محمد حسن كبة.

## سيرته
حصل على بكالوريوس الهندسة المدنية من الجامعة الأمريكية في بيروت سنة 1943، وماجستير علوم في هندسة الري من جامعة كاليفورنيا سنة 1946 ودكتوراه في ميكانيك الموائع والهيدروليك من جامعة آيوا سنة 1949.
تدرج في وظائف التدريس بكلية الهندسة - جامعة بغداد منذ 1949، وحصل على الأستاذية 1953، وعمل أستاذاً زائراً وزميلاً لأكاديمية العلوم الأمريكية بواشنطن 1960 - 1962، كما عين وزيراً للصناعة عام 1965، حيث عين في 11 تموز 1965 بدلا من الوزير المستقيل أديب الجادر.
وترأس قسم الهندسة المدنية كما تبوأ مناصب عمادة كلية الهندسة في جامعة بغداد، وقد كانت أول شهادة دكتوراه في الهندسة المدنية فقد منحها القسم إلى الطالب المهندس فاضل علي كانت بإشرافه.
كان عضوا في المجمع العلمي العراقي منذ 1965، وعضوا مراسلا في مجمعي اللغة العربية بدمشق وعمّان، وعضوا في جمعية المهندسين المدنيين الأمريكية، والجمعية الدولية للبحث الهيدروليكي بهولندا، كما شغل منصب نائب نقيب المهندسين العراقيين 1964 - 1965، ورئيس جمعية المهندسين العراقيين 1967- 1968 وغيرها.
وشغل عضوية المجمع العلمي العراقي وبيت الحكمة وترأس جمعية الأكاديميين العراقيين، كما ساهم في تأسيس اتحاد المهندسين العرب.
توفي في بغداد في كانون الأول 2005 بعد أيام قلائل من إجراء عملية جراحية له في العاصمة الأردنية عمان.

## أعماله الأدبية ومؤلفاته
نظم الشعر في صباه وشبابه، ونشر معظمه في أوائل الأربعينات، كما ترجم رباعيات الخيام شعراً عام 1957.
ومن مؤلفاته:
- هندسة إسالة الماء
- جريان القنوات غير الدائرية
- ترجمة كتاب تاريخ الهيدروليك لهنتر راوس، وهو من جزئين
- مبادئ ميكانيك الموائع
- ميزان النبر
- ملاحظات حول معجم الفيزياء
- في مستلزمات المصطلح العلمية والفنية التي اقرها المجمع
- مصطلحات الهندسة المدنية

## كتاب عنه
- الدكتور جميل الملائكة المبدع في الهندسة والترجمة، لحميد المطبعي[9]

## روابط خارجية
- جميل الملائكة على موقع أرشيف الشارخ.
- عميد الهندسة العراقية الدكتور المهندس جميل الملائكة – وداعا، بقلم سلام إبراهيم عطوف كبة.
- جميل عيسى الملائكة في «أرشيف المجلات»